# Coupe d'Allemagne de football 1979-1980
Navigation
Édition précédente Édition suivante
La coupe d'Allemagne de football 1979-1980 est la trente septième édition de l'histoire de la compétition. La finale a lieu à Gelsenkirchen au  Parkstadion. 
Le Fortuna Düsseldorf remporte le trophée pour la deuxième fois de son histoire, et ceci pour la deuxième fois consécutive. Il bat en finale le FC Cologne sur le score de 2 buts à 1.

## Premier tour
Les résultats du premier tour 
| Date           | Domicile                    | Extérieur                           | Score         |
| -------------- | --------------------------- | ----------------------------------- | ------------- |
| 24 - 08 - 1979 | 1. FC Kaiserslautern        | MSV Duisbourg                       | 2 - 0         |
| 24 - 08 - 1979 | Karlsruher SC               | SC Fribourg                         | 5 - 1         |
| 25 - 08 - 1979 | Göppinger SV                | TuS Neuendorf                       | 3 - 1         |
| 25 - 08 - 1979 | Borussia Neunkirchen        | Fortuna Düsseldorf                  | 0 - 4         |
| 25 - 08 - 1979 | Borussia Mönchengladbach    | FV Biberach                         | 2 - 1         |
| 25 - 08 - 1979 | TSV 1860 Munich             | FC St. Pauli                        | 5 - 0         |
| 25 - 08 - 1979 | Eintracht Francfort         | BSK Olympia Neugablonz              | 6 - 1         |
| 25 - 08 - 1979 | VfL Wolfsbourg              | VfB Stuttgart                       | 0 - 3         |
| 25 - 08 - 1979 | Sportfreunde Eisbachtal     | FC Schalke 04                       | 0 - 1         |
| 25 - 08 - 1979 | TSV Buxtehude-Altkloster    | FC Bayer 05 Uerdingen               | 0 - 6         |
| 25 - 08 - 1979 | Arminia Bielefeld           | BFC Preussen                        | 1 - 0         |
| 25 - 08 - 1979 | Aix - La Chapelle           | Werder Brême                        | 0 - 1         |
| 25 - 08 - 1979 | FV Weingarten               | VfL Bochum                          | 2 - 7         |
| 25 - 08 - 1979 | Eintracht Brunswick         | SC Preußen Münster                  | 1 - 0         |
| 25 - 08 - 1979 | Heidenheimer Sportbund 1846 | Hertha BSC Berlin                   | 0 - 4         |
| 25 - 08 - 1979 | Hambourg SV                 | FC 08 Villingen                     | 6 - 0         |
| 25 - 08 - 1979 | Borussia Dortmund           | Bremer SV                           | 7 - 0         |
| 25 - 08 - 1979 | 1. FC Cologne               | 1. Mainzer Fußball- und Sportverein | 5 - 1         |
| 25 - 08 - 1979 | FC Östringen                | Bayern Munich                       | 1 - 10        |
| 25 - 08 - 1979 | FC Fribourg                 | 1. FC Saarbrücken                   | 2 - 1         |
| 25 - 08 - 1979 | SpVgg Fürth                 | BSV Weißenthurm                     | 3 - 1         |
| 25 - 08 - 1979 | Eintracht Trier             | Wuppertaler SV (2)                  | 4 - 2         |
| 25 - 08 - 1979 | SpVgg Bayreuth              | Preussen Hameln                     | 5 - 0         |
| 25 - 08 - 1979 | Rot-Weiss Essen             | 1. FC Cologne (2)                   | 2 - 1         |
| 25 - 08 - 1979 | 1.FC Nuremberg              | Eintracht Brunswick                 | 3 - 0         |
| 25 - 08 - 1979 | FC Vilshofen                | 1. Würzburger FV 1904               | 2 - 3 (a. p.) |
| 25 - 08 - 1979 | VfB Gießen                  | FC 08 Homburg                       | 2 - 4         |
| 25 - 08 - 1979 | Stuttgarter Kickers         | TSV Ofterdingen                     | 3 - 0         |
| 25 - 08 - 1979 | SV Geinsheim                | DSC Wanne-Eickel                    | 2 - 4         |
| 25 - 08 - 1979 | Union Solingen              | VfR Aalen                           | 3 - 1         |
| 25 - 08 - 1979 | SV Heng                     | Fortuna Cologne                     | 0 - 4         |
| 25 - 08 - 1979 | SV Westfalia Weitmar        | SV Darmstadt 98                     | 1 - 2         |
| 25 - 08 - 1979 | TuS Chlodwig Zülpich        | ESV Ingolstadt                      | 2 - 6         |
| 25 - 08 - 1979 | SV Waldhof Mannheim         | TBV Lemgo                           | 5 - 1         |
| 25 - 08 - 1979 | FC Hanau 93                 | Wacker 04 Berlin                    | 2 - 2 (a. p.) |
| 25 - 08 - 1979 | TSV Ampfing                 | Bramfelder SV                       | 1 - 2 (a. p.) |
| 25 - 08 - 1979 | FT Geestemünde              | SV Zeitlarn                         | 4 - 1         |
| 25 - 08 - 1979 | TuS Schloß Neuhaus          | 1. FC Nuremberg (2)                 | 3 - 2         |
| 25 - 08 - 1979 | SG Ohetal/Frielendorf       | KSV Baunatal                        | 0 - 2         |
| 25 - 08 - 1979 | BV 08 Lüttringhausen        | SpVgg Erkenschwick                  | 3 - 2         |
| 25 - 08 - 1979 | Füchse Berlin Reinickendorf | VfB Lübeck                          | 4 - 2         |
| 25 - 08 - 1979 | MTV Gifhorn                 | Bayer Leverkusen                    | 1 - 4         |
| 25 - 08 - 1979 | SV 07 Elversberg            | Heider SV                           | 5 - 2 (a. p.) |
| 25 - 08 - 1979 | TuS Langerwehe              | Rot-Weiß Hasborn                    | 4 - 2         |
| 25 - 08 - 1979 | FC Augsbourg                | FC Wipfeld                          | 7 - 0         |
| 25 - 08 - 1979 | TSV Battenberg              | SV Auersmacher                      | 5 - 4 (a. p.) |
| 25 - 08 - 1979 | VfB Gaggenau                | SpVgg Au/Iller                      | 2 - 2 (a. p.) |
| 26 - 08 - 1979 | Bonner SC                   | Salamander Türkheim                 | 4 - 0         |
| 26 - 08 - 1979 | Kickers Offenbach           | Hanovre 96                          | 3 - 1         |
| 26 - 08 - 1979 | Kieler SV Holstein          | OSV Hannover                        | 3 - 2         |
| 26 - 08 - 1979 | SC Viktoria Cologne         | Tennis Borussia Berlin              | 1 - 0         |
| 26 - 08 - 1979 | SG Wattenscheid 09          | MTV Ingolstadt                      | 2 - 1         |
| 26 - 08 - 1979 | VfL Osnabrück               | Rot-Weiss Lüdenscheid               | 3 - 2 (a. p.) |
| 26 - 08 - 1979 | FSV Francfort               | SV Viktoria Aschaffenburg           | 2 - 0         |
| 26 - 08 - 1979 | TuS Xanten                  | Arminia Hanovre                     | 2 - 1         |
| 26 - 08 - 1979 | 1. FC Kaiserslautern (2)    | SV Meppen                           | 3 - 1         |
| 26 - 08 - 1979 | Altona 93                   | 1.FC Viktoria Sindlingen            | 1 - 0         |
| 26 - 08 - 1979 | SC Westfalia Herne          | SG Hagen Vorhalle                   | 4 - 0         |
| 26 - 08 - 1979 | FC Union Neumünster         | SF Eintracht Fribourg               | 0 - 2         |
| 26 - 08 - 1979 | 1. FC Bocholt               | SV Speicher                         | 8 - 0         |
| 26 - 08 - 1979 | VfB Oldenburg               | SC Verl                             | 1 - 2         |
| 26 - 08 - 1979 | VfL Frohnlach               | Alemannia Haibach                   | 8 - 4 (a. p.) |
| 26 - 08 - 1979 | 1. FC Pforzheim             | Phoenix Düdelsheim                  | 10 - 2        |
| 26 - 08 - 1979 | Wuppertaler SV              | VfR Wormatia 08 Worms               | 1 - 4         |

Matchs rejoués.
| Date           | Domicile         | Extérieur    | Score |
| -------------- | ---------------- | ------------ | ----- |
| 05 - 09 - 1979 | Wacker 04 Berlin | FC Hanau 93  | 4 - 1 |
| 05 - 09 - 1979 | SpVgg Au/Iller   | VfB Gaggenau | 5 - 0 |

## Deuxième tour
Les résultats du deuxième tour
| Date           | Domicile                 | Extérieur                   | Score         |
| -------------- | ------------------------ | --------------------------- | ------------- |
| 28 - 09 - 1979 | VfB Stuttgart            | SG Wattenscheid 09          | 10 - 2        |
| 28 - 09 - 1979 | Borussia Mönchengladbach | Rot-Weiss Essen             | 4 - 0         |
| 28 - 09 - 1979 | 1. FC Nuremberg          | Bayer Leverkusen            | 5 - 2         |
| 28 - 09 - 1979 | FC Augsbourg             | Karlsruher SC               | 1 - 1 (a. p.) |
| 29 - 09 - 1979 | Stuttgarter Kickers      | VfL Frohnlach               | 9 - 0         |
| 29 - 09 - 1979 | VfL Bochum               | SpVgg Fürth                 | 2 - 1         |
| 29 - 09 - 1979 | FC Schalke 04            | KSV Baunatal                | 3 - 0         |
| 29 - 09 - 1979 | Werder Brême             | Hertha BSC Berlin           | 0 - 2         |
| 29 - 09 - 1979 | FSV Francfort            | Borussia Dortmund           | 1 - 3 (a. p.) |
| 29 - 09 - 1979 | Eintracht Brunswick      | Kieler SV Holstein          | 3 - 1         |
| 29 - 09 - 1979 | SC Viktoria Cologne      | Bayern Munich               | 1 - 3         |
| 29 - 09 - 1979 | SV Darmstadt 98          | 1. FC Kaiserslautern        | 4 - 0         |
| 29 - 09 - 1979 | FC Fribourg              | Eintracht Francfort         | 1 - 4         |
| 29 - 09 - 1979 | VfR Wormatia 08 Worms    | Hambourg SV                 | 0 - 3         |
| 29 - 09 - 1979 | TSV 1860 Munich          | 1. FC Pforzheim             | 6 - 1         |
| 29 - 09 - 1979 | FC Bayer 05 Uerdingen    | Füchse Berlin Reinickendorf | 5 - 0         |
| 29 - 09 - 1979 | Fortuna Düsseldorf       | Wacker 04 Berlin            | 2 - 0         |
| 29 - 09 - 1979 | DSC Wanne-Eickel         | Kickers Offenbach           | 3 - 5         |
| 29 - 09 - 1979 | FC 08 Homburg            | 1. Würzburger FV 1904       | 5 - 0         |
| 29 - 09 - 1979 | SpVgg Bayreuth           | SpVgg Au/Iller              | 6 - 0         |
| 29 - 09 - 1979 | Eintracht Trier          | TuS Langerwehe              | 0 - 2         |
| 29 - 09 - 1979 | TuS Schloß Neuhaus       | Fortuna Cologne             | 1 - 2 (a. p.) |
| 29 - 09 - 1979 | TSV Battenberg           | Bramfelder SV               | 2 - 0 (a. p.) |
| 29 - 09 - 1979 | SC Verl                  | SV 07 Elversberg            | 3 - 1         |
| 29 - 09 - 1979 | Göppinger SV             | FT Geestemünde              | 3 - 1         |
| 30 - 09 - 1979 | TuS Xanten               | Arminia Bielefeld           | 1 - 8         |
| 30 - 09 - 1979 | 1. FC Cologne            | Altona 93                   | 10 - 0        |
| 30 - 09 - 1979 | Union Solingen           | ESV Ingolstadt              | 3 - 0         |
| 30 - 09 - 1979 | SV Waldhof Mannheim      | SF Eintracht Freiburg       | 7 - 2         |
| 30 - 09 - 1979 | 1. FC Bocholt            | VfL Osnabrück               | 1 - 1 (a. p.) |
| 30 - 09 - 1979 | 1. FC Kaiserslautern (2) | Bonner SC                   | 2 - 3 (a. p.) |
| 30 - 09 - 1979 | SC Westfalia Herne       | BV 08 Lüttringhausen        | 1 - 4         |

Matchs rejoués.
| Date           | Domicile      | Extérieur     | Score         |
| -------------- | ------------- | ------------- | ------------- |
| 10 - 10 - 1979 | Karlsruher SC | FC Augsbourg  | 3 - 0         |
| 12 - 10 - 1979 | VfL Osnabrück | 1. FC Bocholt | 3 - 2 (a. p.) |

## Troisième tour
Les résultats du troisième tour.
| Date           | Domicile                   | Extérieur                | score           |
| -------------- | -------------------------- | ------------------------ | --------------- |
| 05 - 01 - 1980 | Eintracht Francfort        | SV Waldhof Mannheim      | 2 - 0           |
| 12 - 01 - 1980 | Eintracht Brunswick        | VfB Stuttgart            | 2 - 3 (a . p.)  |
| 12 - 01 - 1980 | Borussia Dortmund          | Arminia Bielefeld        | 3 - 1 (a . p .) |
| 12 - 01 - 1980 | SpVgg Oberfranken Bayreuth | Bayern Munich            | 1 - 0           |
| 12 - 01 - 1980 | Karlsruher SC              | Borussia Mönchengladbach | 1 - 0 (a . p .) |
| 12 - 01 - 1980 | FC Bayer 05 Uerdingen      | Union Solingen           | 2 - 0           |
| 12 - 01 - 1980 | Göppinger SV               | Fortuna Düsseldorf       | 1 - 4           |
| 12 - 01 - 1980 | Hertha BSC Berlin          | TuS Langerwehe           | 0 - 0 (a. p .)  |
| 12 - 01 - 1980 | TSV 1860 Munich            | BV 08 Lüttringhausen     | 3 - 0           |
| 12 - 01 - 1980 | 1. FC Nuremberg            | FC 08 Homburg            | 1 - 2           |
| 12 - 01 - 1980 | SC Verl                    | Stuttgarter Kickers      | 1 - 7           |
| 12 - 01 - 1980 | VfL Bochum                 | 1.FC Cologne             | 3 - 3 (a . p .) |
| 12 - 01 - 1980 | Kickers Offenbach          | Hambourg SV              | 2 - 0           |
| 13 - 01 - 1980 | FC Schalke 04              | Bonner SC                | 3 - 1           |
| 13 - 01 - 1980 | SV Darmstadt 98            | Fortuna Cologne          | 7 - 2           |
| 13 - 01 - 1980 | VfL Osnabrück              | TSV Battenberg           | 4 - 0           |

Matchs rejoués
| Date           | Domicile       | Extérieur         | Score |
| -------------- | -------------- | ----------------- | ----- |
| 29 - 01 - 1980 | 1.FC Cologne   | VfL Bochum        | 2 - 1 |
| 30 - 01 - 1980 | TuS Langerwehe | Hertha BSC Berlin | 2 - 1 |

## Huitièmes de finale
Les résultats des huitièmes de finale.
| Date           | Domicile                   | Extérieur             | Score      |
| -------------- | -------------------------- | --------------------- | ---------- |
| 13 - 02 - 1980 | 1.FC Cologne               | SV Darmstadt 98       | 3 - 1      |
| 15 - 02 - 1980 | FC Schalke 04              | VfL Osnabrück         | 2 - 0      |
| 16 - 02 - 1980 | Karlsruher SC              | Fortuna Düsseldorf    | 3 - 5      |
| 16 - 02 - 1980 | VfB Stuttgart              | Eintracht Francfort   | 3 - 2      |
| 16 - 02 - 1980 | Borussia Dortmund          | FC Bayer 05 Uerdingen | 2 - 1      |
| 16 - 02 - 1980 | FC 08 Homburg              | TSV 1860 Munich       | 1 - 0      |
| 16 - 02 - 1980 | SpVgg Oberfranken Bayreuth | TuS Langerwehe        | 5 - 2 a.p. |
| 17 - 02 - 1980 | Stuttgarter Kickers        | Kickers Offenbach     | 2 - 5      |

## Quarts de finale
Les résultats des quarts de finale.
| Date           | Domicile          | Extérieur                  | Score      |
| -------------- | ----------------- | -------------------------- | ---------- |
| 05 - 04 - 1980 | FC Schalke 04     | SpVgg Oberfranken Bayreuth | 3 - 1      |
| 05 - 04 - 1980 | FC Hombourg       | 1. FC Cologne              | 1 - 4      |
| 05 - 04 - 1980 | Borussia Dortmund | VfB Stuttgart              | 3 - 1      |
| 05 - 04 - 1980 | Kickers Offenbach | Fortuna Düsseldorf         | 2 - 5 a.p. |

## Demi-finales
Les résultats des demi-finales.
| Date           | Domicile           | Extérieur         | Score |
| -------------- | ------------------ | ----------------- | ----- |
| 10 - 05 - 1980 | FC Schalke 04      | 1. FC Cologne     | 0 - 2 |
| 10 - 05 - 1980 | Fortuna Düsseldorf | Borussia Dortmund | 3 - 1 |

## Finale
| Entraîneur :  |
| Otto Rehhagel |

| Entraîneur :          |
| Karl-Heinz Heddergott |

| Entraîneur :  |
| Otto Rehhagel |

| Entraîneur :          |
| Karl-Heinz Heddergott |